# Antoine Ferdinand Attendu
Antoine Ferdinand Attendu, né le 25 avril 1845 à Paris, et mort le 14 mars 1917 à Graves-Saint-Amant, est un artiste peintre français.

## Biographie
On ne connaît pratiquement rien de la vie d'Attendu. Il est né à Paris le 25 avril 1845 dans l'ancien 1er arrondissement. Peintre, il serait l'élève de Louis Mettling,. Il contribue régulièrement aux Salons entre 1870 et 1905 ; les catalogues d'exposition mentionnent des adresses diverses à Paris et Neuilly-sur-Seine, sans qu'il soit possible d'affirmer qu'il y vit ou qu'il y travaille réellement.
En 1874, Attendu participe à la première exposition des peintres impressionnistes : il y expose six toiles. Ses liens précis avec le mouvement impressionniste ne sont pas connus. Il est également membre de la société des artistes français.
Attendu se marie le 30 juillet 1888 à Neuilly-sur-Seine. Il meurt le 14 mars 1917 à Graves-Saint-Amant en Charente, selon les archives de la commune.

## Œuvre
Antoine Ferdinand Attendu est principalement un peintre de natures mortes et de paysages. Sa période d'activité s'étend de 1870 à 1908 : il contribue régulièrement au Salon de peinture et de sculpture et au Salon des artistes français, mais également au Salon du Havre (entre 1875 et 1896) et au Salon d'hiver (entre 1905 et 1908). Les toiles qu'il envoie au Salon semblent indiquer qu'il est attiré par les notes sombres.
Il participe à la première exposition impressionniste en 1874. Selon Gérald Schurr, cette participation pourrait laisser entendre une certaine distance avec les positions académiques officielles. Schurr mentionne également qu'il ne semble pas partager l'esprit ou la technique des impressionnistes. Il travaillerait plutôt dans un style naturaliste.

## Tableaux

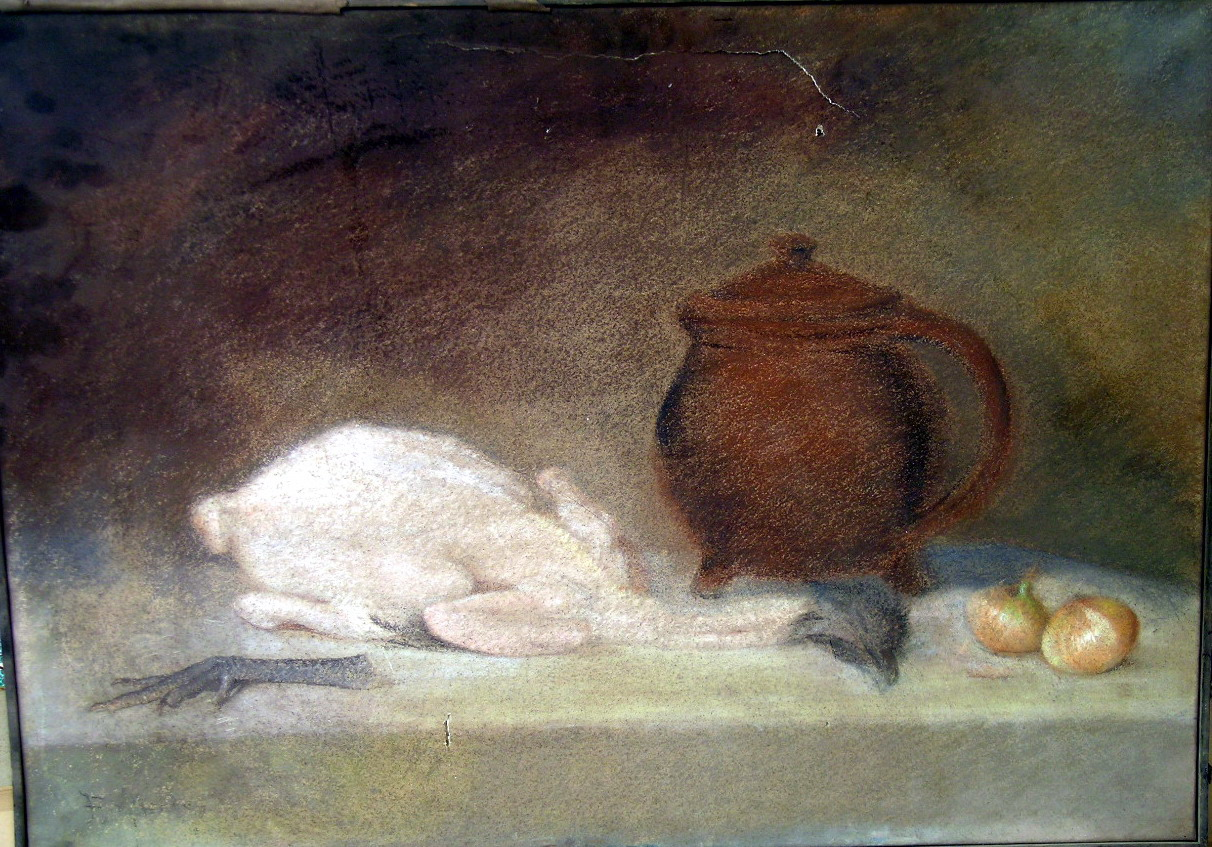
Nature morte au poulet

Parmi les œuvres réalisées par Attendu :
- Citrons et verres[4]
- Nature morte au faisan (musée d'Art et d'Archéologie de Valence[9])
- Nature morte au poulet (pastel, château de Lunéville)
- Nature morte aux armures (musée des Beaux-Arts de Rennes[10])
- Pivoines dans un parc[4]
- Plat d'huîtres[4]
- Un fin connaisseur (scène)[4]
- Quelques réflexions (scène)[4]
- Village aux environs de Meaux[4]
- Vue du Raincy (paysage forestier avec étang)